# 角南良児
角南 良児（すなみ りょうじ、1960年（昭和35年）7月 - ）は、岡山県出身の陸上自衛官。1佐までの職種は普通科。

## 略歴
- 1983年（昭和58年）3月：防衛大学校卒業（第27期）
- 1984年（昭和59年）3月：3等陸尉
- 1994年（平成06年）1月：3等陸佐
- 1996年（平成08年）：第2次ゴラン高原派遣輸送隊長[1]
- 1997年（平成09年）7月：2等陸佐
- 2002年（平成14年）
  - 1月：1等陸佐に昇任、陸上自衛隊幹部学校付学生（幹部高級課程）
  - 8月：第13旅団司令部第3部長[1]
- 2005年（平成17年）8月：第22普通科連隊長[1]
- 2007年（平成19年）3月：統合幕僚監部運用部運用第2課長[1][2]
- 2009年（平成21年）3月24日：陸将補に昇任、東部方面総監部幕僚副長[1]
- 2010年（平成22年）7月26日：陸上自衛隊研究本部総合研究部長[1]
- 2011年（平成23年）8月5日：第6師団副師団長兼神町駐屯地司令[1]
- 2013年（平成25年）8月22日：中部方面総監部幕僚長兼伊丹駐屯地司令[1]
- 2015年（平成27年）8月4日：陸将昇任、第3師団長[1][3]
- 2016年（平成28年）8月 - 9月：米軍との合同演習「オリエント・シールド2016」担任官を担当[注 1][4][5]
- 2017年（平成29年）12月20日：退官